# Гайша Євтихій Семенович
Євтихій Семенович Гайша (нар. 1900, село Червонохижинці, тепер Чорнобаївського району Черкаської області — ?) — український радянський діяч, директор Іркліївської машинно-тракторної станції Полтавської (потім — Черкаської) області. Депутат Верховної Ради УРСР 2—4-го скликань.

## Біографія
Народився в бідній селянській родині. Трудову діяльність розпочав у чотирнадцятирічному віці. Працював чорноробом у Донбасі, В'ятській губернії та Бессарабії, наймитував у заможних селян Полтавської губернії. З 1920 року служив у Червоній армії.
Після демобілізації був одним із організаторів та керівників колгоспу імені Петровського села Червонохижинці Іркліївського району.
Член ВКП(б) з 1929 року.
У 1933 році закінчив Луганську вищу колгоспну школу, здобув спеціальність інструктора-організатора колгоспів.
До 1939 року працював головою колгоспу, заступником директора Іркліївської машинно-тракторної станції Полтавської області.
У 1939—1941 роках — директор Іркліївської машинно-тракторної станції (МТС) Іркліївського району Полтавської області.
Під час німецько-радянської війни організував евакуацію МТС у Сталінградську область РРФСР, де також працював директором машинно-тракторної станції. У 1943 році повернувся в Іркліївський район Полтавської області.
У 1943—1958 роках — директор Іркліївської ордена «Знак пошани» машинно-тракторної станції (МТС) Іркліївського району Полтавської (з 1954 року — Черкаської) області.

## Нагороди
- орден Трудового Червоного Прапора (23.01.1948)
- медаль «За доблесну працю у Великій Вітчизняній війні 1941—1945 рр.»
- значок «Відмінник соціалістичного сільського господарства»